# Gary Sánchez
Ne pas confondre avec Gaby Sánchez.
Gary Sánchez (né le 2 décembre 1992 à Saint-Domingue en République dominicaine) est un receveur et frappeur désigné des Brewers de Milwaukee de la Ligue majeure de baseball.

## Carrière

### Ligues mineures
Sánchez est recruté par les Yankees de New York le 20 juin 2009, pour un montant de 3 millions de dollars US,. Il commence sa carrière en 2010 au sein des Yankees de la Côte du Golfe, club de niveau recrue (rookie) basé à Tampa, en Floride, et évoluant en Ligue de la côte du Golfe. Le 18 août 2010, il est promu au niveau A et intègre les Yankees de Staten Island, club de saison courte situé à New York. Il finit la saison huit coups de circuit, 43 points produits et une moyenne au bâton de ,329 sur 47 parties.
Avant la saison 2011, Baseball America classe Gary Sánchez seconde meilleure prospect des Yankees et 30e meilleur prospect du baseball. Il passe l'intégralité de la saison au sein des RiverDogs de Charleston, club de niveau A évoluant dans la Ligue sud-atlantique. Il ne joue cependant que 82 parties, contraint d'écourter la saison en raison d'une blessure au doigt. Il finit la saison avec 17 coups de circuits, 52 points produits et une moyenne au bâton de .256.
Il passe la majeure partie de la saison 2012 au sein des Yankees de Tampa, club de la Ligue de l'État de Floride. Le 3 août 2013, il passe en Ligue de niveau AA au sein du Thunder de Trenton. Le 20 novembre de la même année, il intègre l'effectif des Yankees de New York afin de le protéger du repêchage de règle 5 au mois de décembre.

### Yankees de New York
Gary Sánchez fait ses débuts dans le baseball majeur avec les Yankees de New York le 3 octobre 2015 contre les Orioles de Baltimore. Il apparaît dans deux matchs pour compléter l'année et amorce 2016 dans les ligues mineures.
À l'exception d'un match disputé le 13 mai 2016 pour les Yankees, Sanchez passe la majeure partie de la saison dans les ligues mineures. Toutefois, à son retour à New York le 3 août, il s'avère une véritable sensation alors qu'il frappe circuit après circuit. Le 27 septembre contre les Red Sox, il cogne son 20e circuit de l'année, aussi le 20e de sa jeune carrière. Il atteint ce total à son 51e match dans les majeures, égalant le record de Wally Berger des Braves de Boston de 1930 pour le joueur ayant atteint les 20 circuits en carrière le plus rapidement.
En plus de ses 20 circuits, Sanchez cumule 42 points produits et maintient une moyenne au bâton de ,299 en 53 matchs joués pour les Yankees en 2016. Fait remarquable, il termine 2e au vote désignant la recrue de l'année dans la Ligue américaine malgré son total très bas de matchs joués ; le prix est décerné à Michael Fulmer des Tigers de Détroit.